# Tančící děti
Tančící děti je exteriérová pískovcová skulptura v ostravském městském obvodu Stará Bělá.

## Historie a popis
Tančící děti vytvořili Bohumil Jahoda (1910–1969) a Jeroným Foltýn (*1933) nebo snad Jeroným Foltýn st. (*1909) v roce 1962 z hořického pískovce. Skulptura je umístěna na podstavci mezi stromy před vchodem do místní základní školy na Junácké ulici. Dílo představuje zachycený radostný pohyb tančících dívek (školaček) při mazurce. Dívky při tanci stojí za sebou a drží se za ruce přes šátky. Skulptura je opravena po poškození a spáry mezi bloky jsou neodborně spravené a viditelné. Investorem díla byl tehdejší Okresní investorský útvar Frýdek-Místek a je vytvořeno v duchu socialistického realismu.

## Galerie

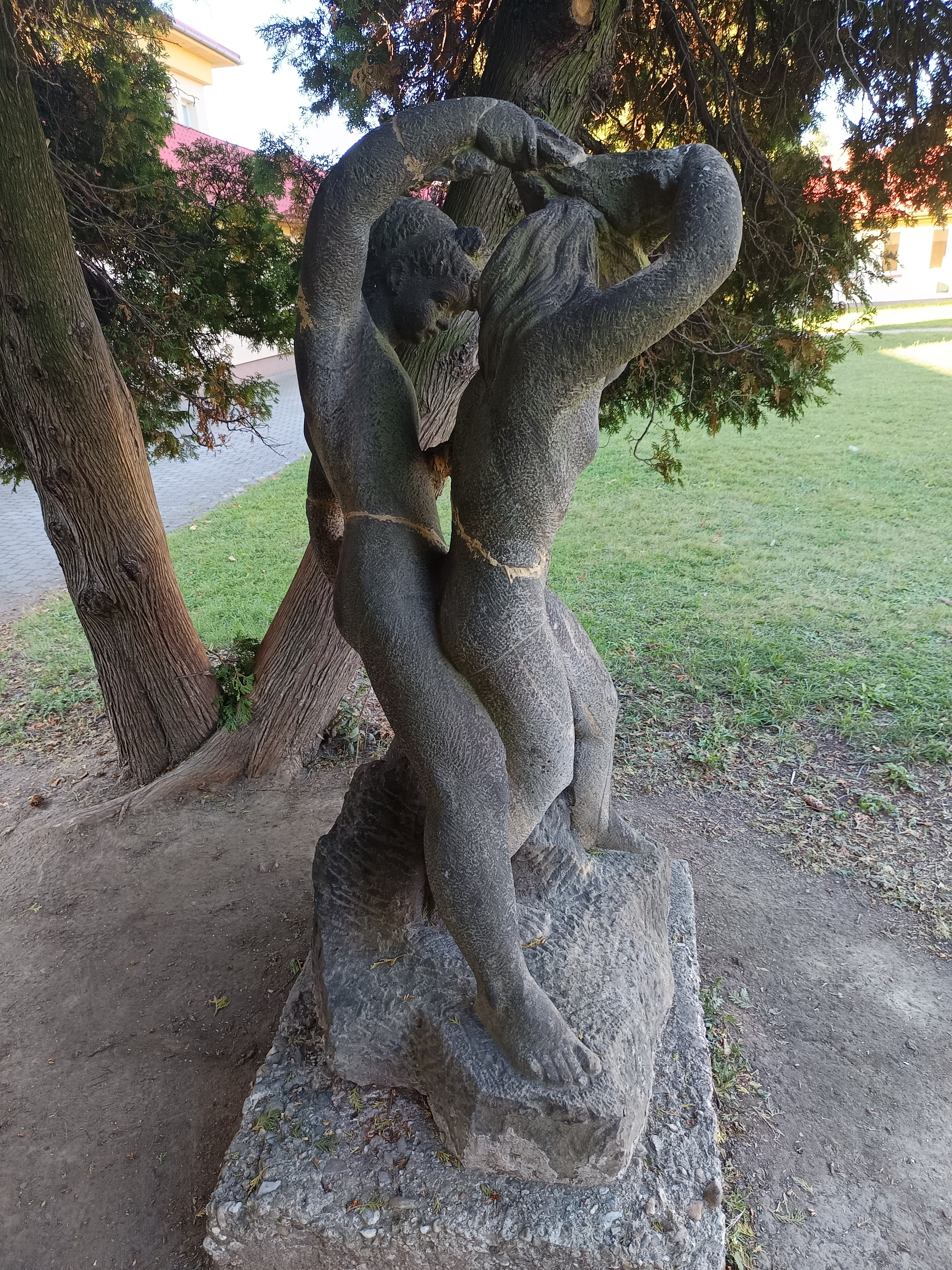
Boční pohled
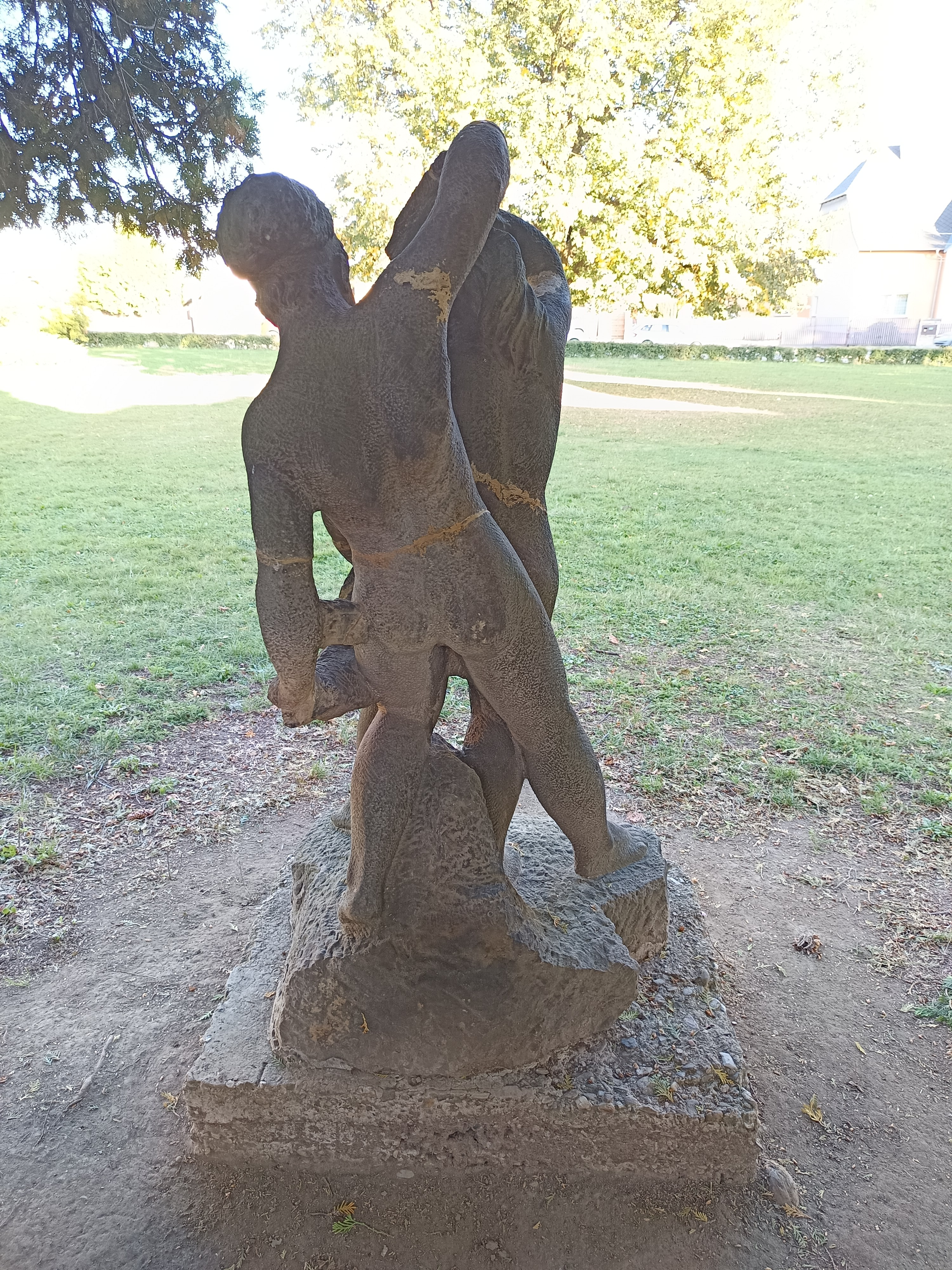
Zadní pohled
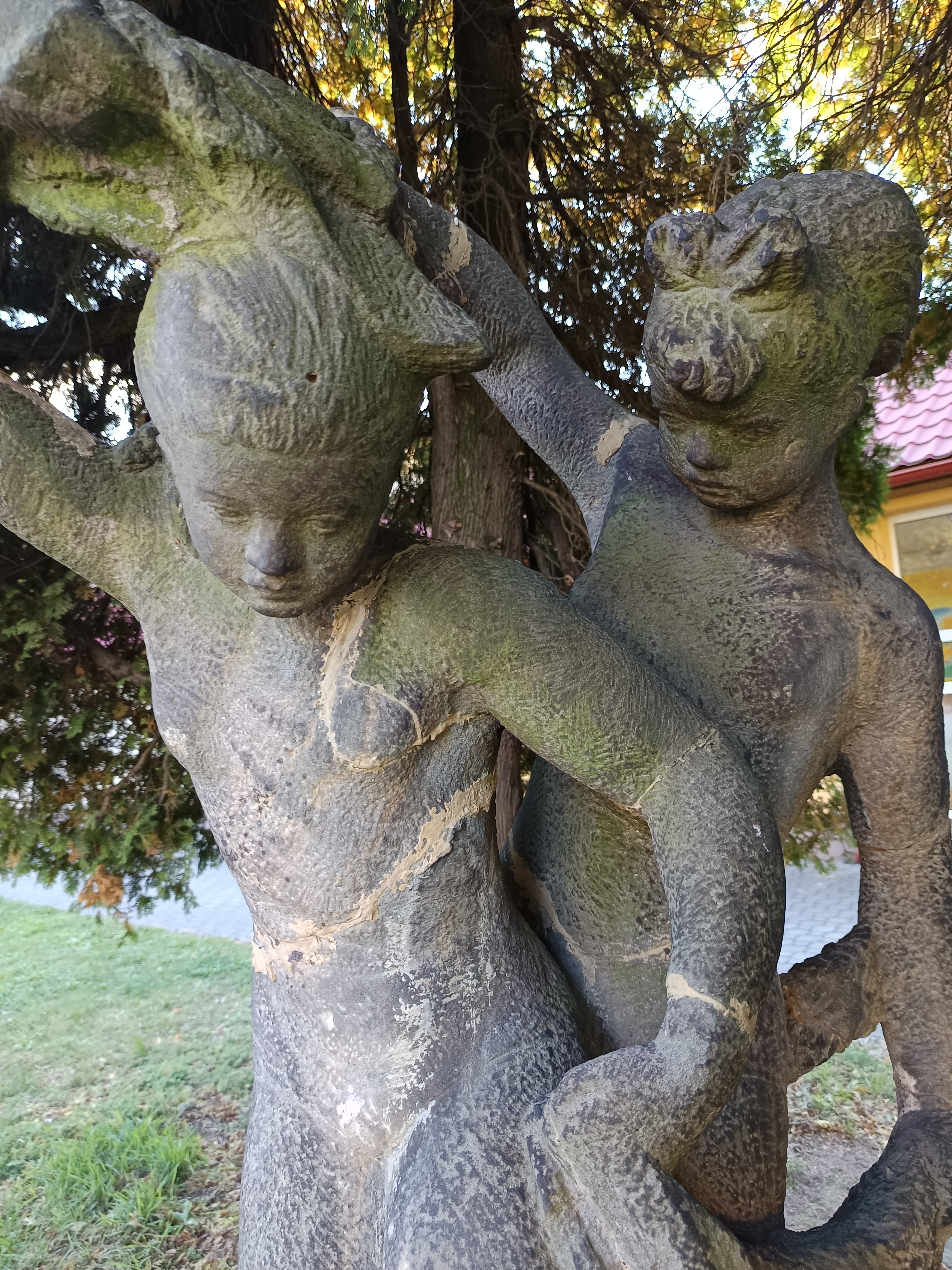
Detail čelního pohledu

## Další informace
Skulptura je celoročně volně přístupná.